# Дукачик бурий
Дукачик бурий (Lycaena tityrus) — вид денних метеликів родини Синявцеві (Lycaenidae).

## Поширення
Вид поширений у Європі, Західній та Північній Азії від Кантабрійських гір до Алтаю. В Україні метелик поширений у лісовій та лісостеповій зонах, а також Карпатах та Закарпатті. Є ізольовані популяції в Херсонській області та Гірському Криму.

## Опис

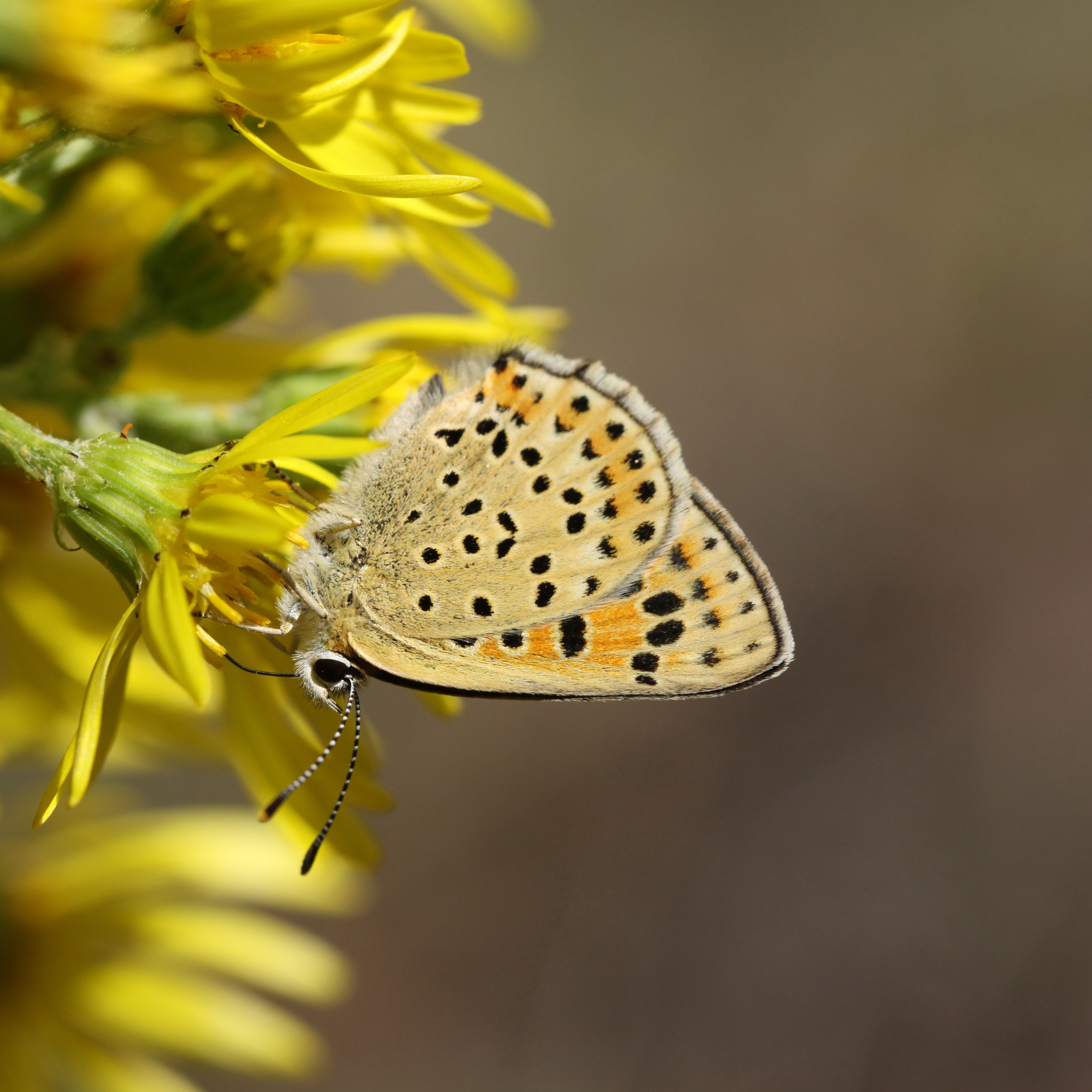

Розмах крил 28-32 мм. Метелик дуже мінливий у забарвленні і візерунку плям. У самиць верх крил зазвичай сірий з чорними і жовтими плямами. Самці забарвлені у яскравіші, помаранчеві або помаранчево-коричневі кольори.

## Спосіб життя
Метелики літають з травня по вересень. У рік буває три, частіше — два покоління. Гусениці спостерігаються з червня по липень і з осені до квітня наступного року. Гусениці живляться на щавлі та астрагалі. Молоді гусениці згортають листя і так зимують. Навесні, прокинувшись від сплячки, вони швидко ростуть і в травні заляльковуються. Лялечка кріпиться до нижньої частини рослини-господаря.

## Галерея

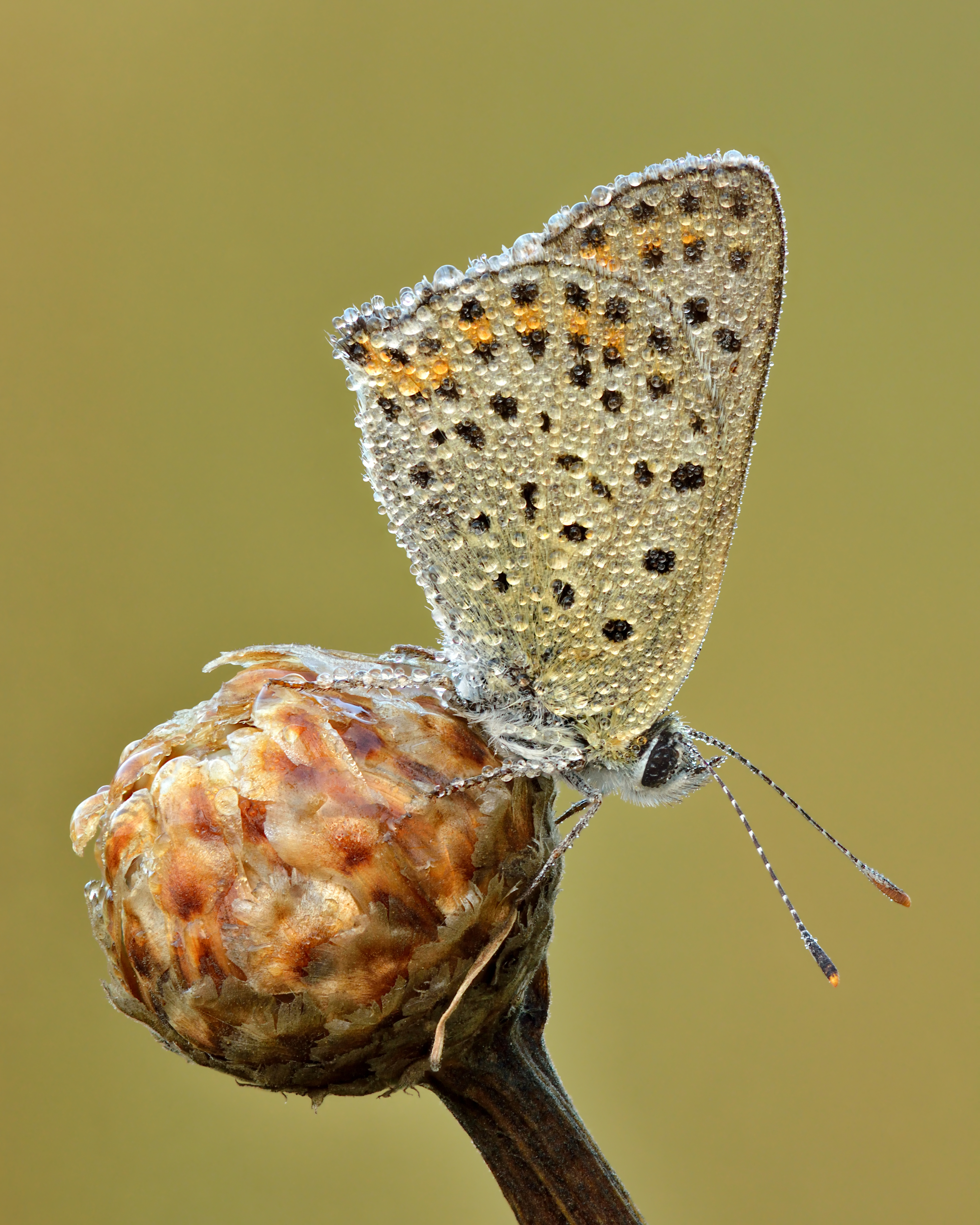
Стать невідома, Естонія
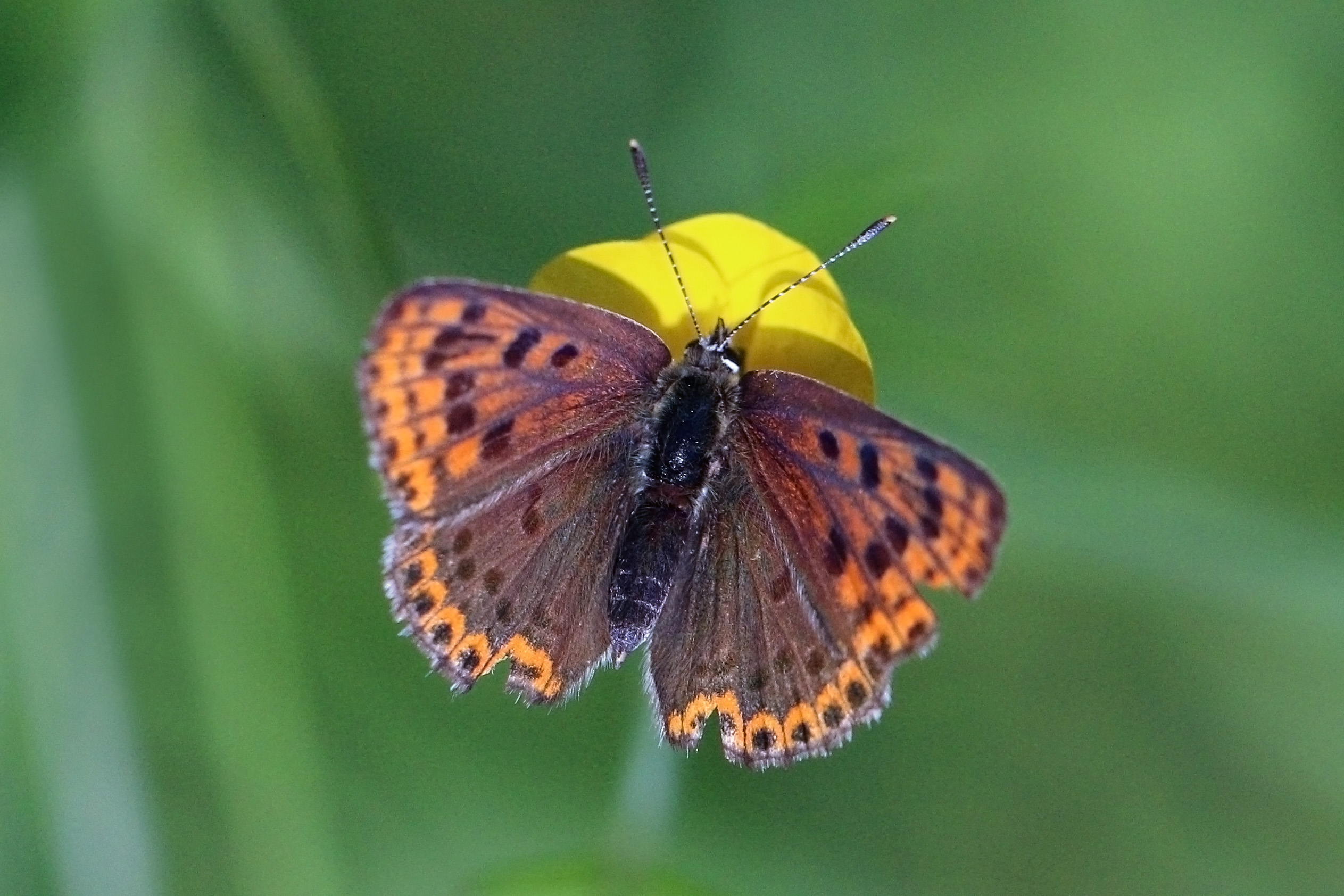
Самиця, Польща
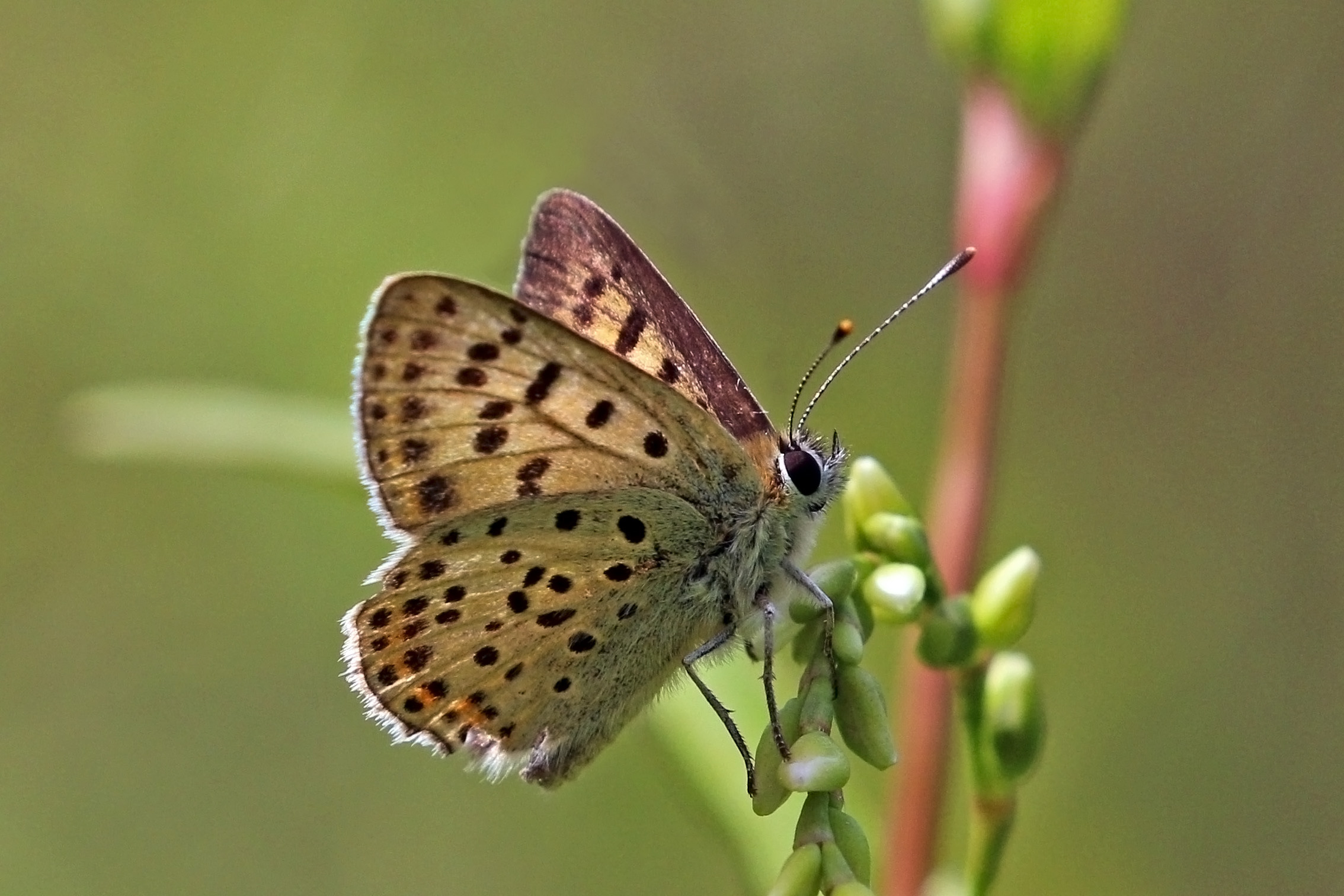
Самець, Португалія